# Îles du Duc-d'York
Pour les articles homonymes, voir Île du Duc-d'York.
Les îles du Duc-d'York sont un groupe d'îles de la mer de Bismarck situé entre la Nouvelle-Bretagne (et plus précisément la péninsule de Gazelle) et la Nouvelle-Irlande. Ces îles font partie de l'archipel Bismarck en Papouasie-Nouvelle-Guinée. On y parle le ramoaaina.

## Composition

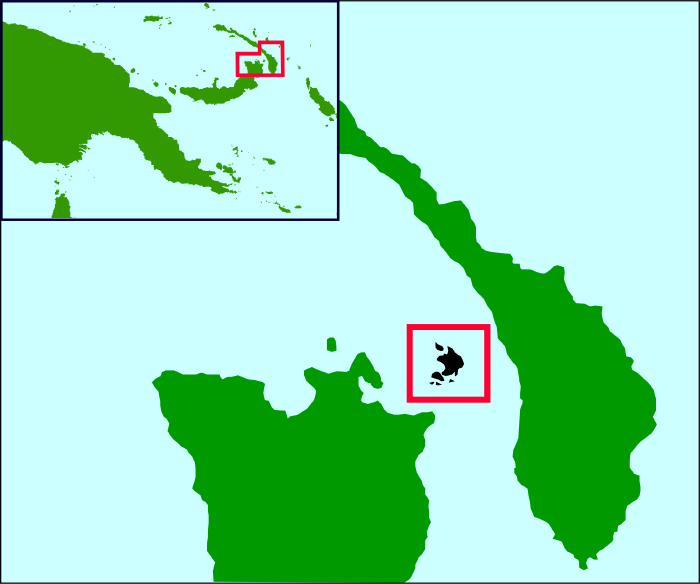
Carte de localisation des îles du Duc-d'York

L'archipel, situé à la limite de deux plaques tectoniques, est soumis à de fréquents tremblements de terre et tsunamis. La faible hauteur de ces îles les menace d'inondations dues à l'élévation du niveau de la mer. L'évacuation de la population vers la Nouvelle-Bretagne avait été annoncée en 2000.
Les plus grandes îles du groupe sont :
- l’île du Duc-d'York, l’île principale ;
- Makada ;
- Mioko ;
- Ulu ;
- Kabakon ;
- Kerawara.

## Histoire

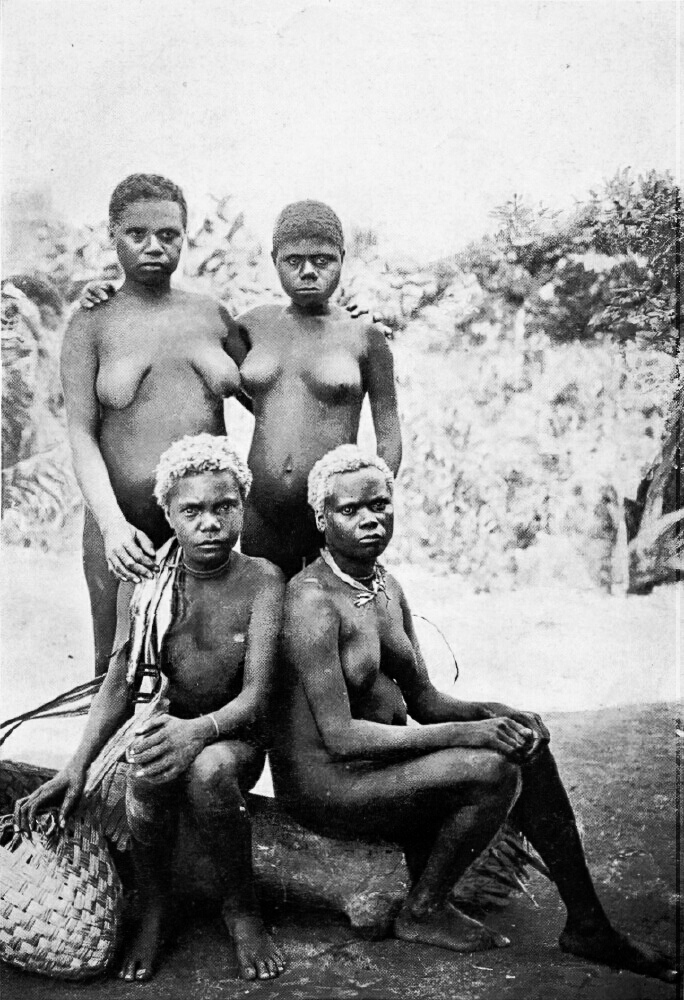
Femmes de Mioko, vers 1900.

Elles furent nommées en 1767 par Philip Carteret en l'honneur du duc d’York Édouard-Auguste.
Avant 1914, elles étaient, comme le reste de l'archipel Bismarck, une colonie allemande dépendant de la Nouvelle-Guinée allemande sous le nom de Neu Lauenburg (« Nouveau-Lauenbourg »).

## Culture et patrimoine

### Dans la littérature
L'îlot de Kerawara est le lieu d'une partie du roman de Jules Verne Les Frères Kip, où se passe l'événement le plus important du livre.